# Neorina crishna
Neorina crishna är en fjärilsart som beskrevs av John Obadiah Westwood 1851. Neorina crishna ingår i släktet Neorina och familjen praktfjärilar. Inga underarter finns listade i Catalogue of Life.